# Cyril Lemoine
Cyril Lemoine (ur. 3 marca 1983 w Tours) – francuski kolarz szosowy.
Dwukrotny uczestnik Tour de France (2009, 2012).

## Najważniejsze osiągnięcia
2003
- 3. miejsce w Paryż-Mantes-en-Yvelines

2004
- 2. miejsce w Boucles de la Mayenne

2006
- 1. miejsce w klasyfikacji młodzieżowej Tour de Luxembourg

2009
- 3. miejsce w Quatre Jours de Dunkerque
- 3. miejsce na 3. etapie Tour de France
- 3. miejsce w GP Stad Zottegem

2014
- 3. miejsce w Tour Poitou-Charentes en Nouvelle-Aquitaine